# Кайюйю
Кайюйю — населенный пункт в провинции Маниема, Демократической Республики Конго.

## География
Кайюйю находится на территории Панги в провинции Маниема. Кайюйю шаходится в 109 километров от Кинду. Панга населена преимущественно представителями народности Лега. В мае 1999 года группы повстанцев, известные как Майи-Майи, состоявшие из жителей Кайюю, Кампене и других населённых пунктов, представляли угрозу для безопасности Кинду.
Согласно климатической классификации Кёппена, территория Панги относится к типу Aw — тропическая саванна, влажная. Для климата Панги характерно чередование двух сезонов: сезона дождей, который длится с конца сентября по конец июля, и сухого сезона — с конца июля по конец сентября. Температура колеблется от 25 до 30 градусов Цельсия.
В марте 2021 года группа граждан обвинила главу населенного пункта в продаже государственных земель в Кайюйю частным лицам. Глава отказался как-либо комментировать эти обвинения.

## Транспортные пути
Шоссе RN31 проходит от Кинду на север через город до Касонго на юг. В городе к нему присоединяется шоссе RS1122 от Кампене на восток. Кампене является центром неформальной кустарной добычи золота. Дорога Каюйю-Кампене часто затапливается в сезон дождей и не позволяет жителям деревни добираться до рынков и медицинских учреждений.
3 мая 2013 года Комитет развития Ибайбавуба де Кавула запустил четырехмесячную программу по восстановлению дороги между Кампене и Кайюйю. Улучшение дороги поможет перевозить продовольствие между деревнями вдоль дороги.